# Galago senegalensis
Il galagone del Senegal (Galago senegalensis) è un primate strepsirrino della famiglia dei galagidi.

## Distribuzione

Distribuzione di Galago senegalensis: in verde l'areale accertato, in marrone quello probabile.

Con quattro sottospecie (Galago senegalensis braccatus, Galago senegalensis dunnae, Galago senegalensis senegalensis e Galago senegalensis sotikae) questi animali popolano tutta la fascia saheliana dell'Africa, dal Senegal al Kenya: si trovano inoltre sulle isole costiere, come Zanzibar, dove probabilmente sono stati introdotti dall'uomo.

Preferiscono le aree di savana secca alberata o cespugliosa.

## Descrizione

### Dimensioni
Misura una trentina di centimetri, di cui metà spettano alla coda, per un peso totale massimo di circa 300 g.

### Aspetto
Il galagone del Senegal ha un pelo folto e lanoso di colore grigio dorsalmente e tendente a schiarirsi man mano che si va verso la zona ventrale: sul dorso possono essere presenti delle sfumature brune.

La testa è arrotondata, con grandi occhi da animale notturno rivolti frontalmente e dotati di tapetum lucidum per la visione notturna: come tutti i galagidi, tuttavia, la visione è in bianco e nero. Le orecchie sono grandi e possiedono quattro ponti trasversi indipendenti che conferiscono loro una grande mobilità, accresciuta dal fatto che i due lobi indipendenti l'uno dall'altro.

Le mani possiedono pollici opponibili ed i polpastrelli sono rigonfi per aumentare la superficie di contatto con le superfici più lisce. Sul dito indice delle mani posteriori è presente un'unghia conformata appositamente per il grooming.

Sempre per quest'attività, questi animali hanno gli incisivi inferiori modificati a formare un pettine, che viene mantenuto pulito grazie a delle escrescenze cartilaginee mobili poste sotto la lingua (la "seconda lingua").

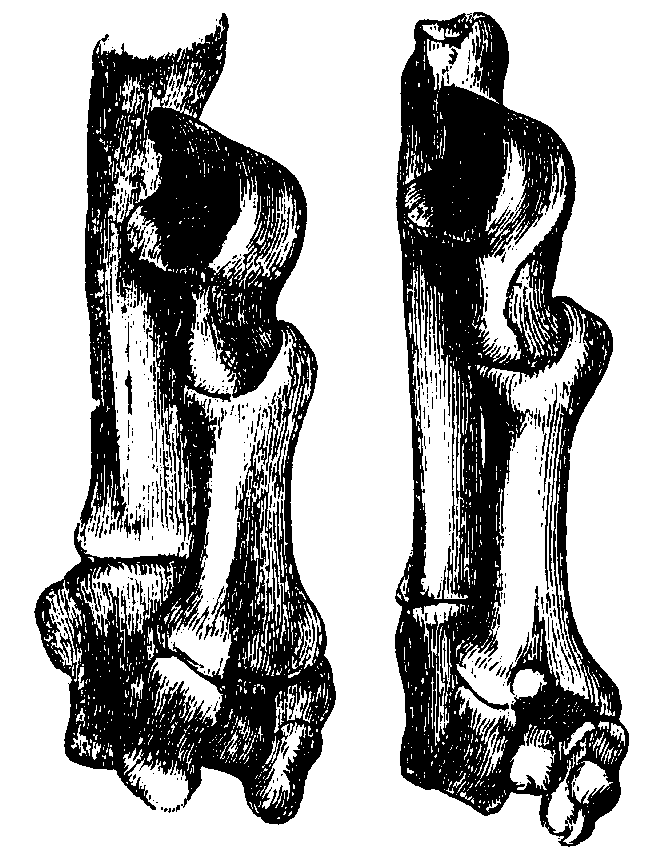
Anatomia comparata fra il tarso di Galago (sinistra) e quello di Cheirogaleus (destra).

Le zampe posteriori sono molto più lunghe di quelle anteriori: tutte le zampe possiedono un tarso molto allungato per assorbire gli urti da atterraggio come molle, rendendo quindi possibile per l'animale di compiere salti in sequenza.

## Biologia
Si tratta di animali notturni, solitari ed arboricoli: durante il giorno riposano in gruppi nella vegetazione più fitta od in cavità di tronchi d'albero (alcuni esemplari sono stati visti utilizzare anche nidi abbandonati di uccello tessitore), mentre di notte escono in cerca di cibo ognuno per conto proprio, dopo aver praticato il grooming con altri membri del proprio gruppo.

È molto difficile svegliare un animale di giorno: sembrano come andati in catalessi, e anche da svegli si muoveranno assai lentamente. Di notte, invece, questi animali si muovono con la velocità e l'agilità di uno scoiattolo, compiendo salti di 3-5 metri senza sforzo eccessivo. Al suolo, invece, i galagoni del Senegal si muovono saltellando come canguri.

Per comunicare fra loro, questi animali utilizzano una varietà di espressioni facciali e posture del corpo, oltre che molte vocalizzazioni: le loro riunioni mattutine attorno ai nidi si trasformano in veri e propri cori, sicché al visitatore che passi nei paraggi paia che un'intera classe d'asilo invochi la maestra a gola spiegata, e da qui viene il loro nome inglese di bush babies, "bambini dei cespugli".

Molto diffusa fra i galagoni del Senegal è la tecnica del lavaggio con urina: l'animale intinge le palme delle mani nella propria urina, per poi percorrere vari tratti del proprio territorio. Non è ancora del tutto chiaro se questa operazione abbia come unico scopo la marcatura del territorio (che ha maggiori dimensioni nei maschi rispetto alle femmine) o se (come hanno recentemente ipotizzato alcuni studiosi) l'urina abbia anche la funzione di migliorare l'aderenza delle zampe ai rami. Un animale trasferito in un nuovo habitat, in particolare una femmina, reagisce urinando ritmicamente man mano che si muove.

### Alimentazione
Questi animali cambiano regime alimentare a seconda della stagione: nei periodi umidi si nutrono prevalentemente di insetti, soprattutto locuste, pur non disdegnando piccoli uccelli e le loro uova, frutta e semi.

Durante la stagione secca, invece, spesso sopravvivono nutrendosi unicamente della gomma che trasuda dalle incisioni nei tronchi di alcune specie di acacia.

### Riproduzione
Il territorio dei maschi si sovrappone a quello di più femmine: ogni maschio si accoppierà con quante più femmine possibile, a seconda della taglia. La femmina, in condizioni favorevoli, svezza due cucciolate l'anno, la prima in novembre, all'inizio della stagione delle piogge, e la seconda alla fine di quest'ultima, in febbraio. Dopo una gestazione di circa 4 mesi, vengono dati alla luce due cuccioli, che vengono svezzati a tre mesi e mezzo d'età, anche se cominciano ad ingerire cibo solido già a partire dal primo mese di vita.

I piccoli raggiungono la maturità sessuale attorno al decimo mese d'età.
La speranza di vita di questi animali in cattività supera i 10 anni, ma in natura è raro che oltrepassino la soglia del quarto anno d'età.